# Nickelodeon (Escandinávia)
Nickelodeon é um canal de televisão infantil transmitido na Dinamarca, Noruega e Finlândia. Transmite programação de canais de marcas semelhantes no Reino Unido e nos Estados Unidos, bem como alguns programas produzidos localmente.

## História
O canal começou a transmitir em 1996 como parte do pacote analógico ViaSat, transmitindo apenas pela manhã, compartilhando um transponder no Sirius 1 (anteriormente Marcopolo 1) com a ZTV e um na TV Sat 2 compartilhado com o 3+ e outros canais dinamarqueses. O lançamento oficial foi em 1º de fevereiro de 1997. Inicialmente, estava transmitindo apenas por seis horas entre 7h e 13h. Alguns anos depois, mudou para outro transponder, permitindo a transmissão entre 6h e 18h.
A Nickelodeon foi lançado como um canal de televisão ao ar livre na Suécia em 2001 e na Finlândia em 1 de setembro de 2007.
Em 18 de junho de 2008, foi lançado um canal separado para a Suécia. A Nickelodeon Suécia substituiu o canal pan-nórdico em todo o país. O pan-nórdico, no entanto, continua disponível na Dinamarca, Finlândia e Noruega.
Uma versão dinamarquesa da Nickelodeon foi lançada em março de 2008. Foi lançada em conjunto com a VH1, que transmitiu a Nickelodeon por seis horas pelas manhãs. A versão pan-nórdica ainda está disponível para telespectadores dinamarqueses via satélite.
Em 2011, o canal começou a transmitir comerciais em norueguês, apesar de também estar disponível na Dinamarca e na Finlândia na época.
Em 7 de janeiro de 2013, a Viacom lançou uma versão finlandesa da Nick Jr., que substituiu a Nickelodeon Escandinávia na TV a cabo e na televisão terrestre. A Nickelodeon Escandinávia continua disponível via satélite na Finlândia.